# Brigades Zintan
Les Brigades Zintan (àrab: لواء الزنتان, Liwāʾ az-Zintān) són considerades la segona milícia armada de Líbia després de la milícia de Misratah. El grup va ser format l'any 2011 i està dividit en cinc brigades. Aquest grup té la seva base a la ciutat de Zintan i a les muntanyes del Jabal Nafusa, al sud de la capital Trípoli. La unitat més coneguda del grup Zintan és la brigada del màrtir Muhammad al-Madani, que té al voltant de 4,000 combatents.
Les brigades Zintan van formar part de la revolta de l'any 2011 contra el president Gaddafi, i van ser part de la insurgència. Després van capturar l'Aeroport Internacional de Trípoli fins a l'abril de 2012. El seu líder es diu Mukhtar Khalifa Shahub. Les brigades s'oposen al Congrés i als islamistes, i estan aliades amb l'Exèrcit del general Haftar. Les brigades van atacar l'edifi del congrés nacional, dos dies després l'Exèrcit de Líbia va atacar Bengasi. Les seves forces estan desplegades al sud i a l'oest de Tripoli. Les brigades sovint han xocat amb altres milícies, tenen una quantitat important d'artilleria així com vehicles blindats, i vesteixen uniformes militars semblants als que porten les forces regulars.